# Гонсалес Пирес, Леандро
Леа́ндро Марти́н Гонса́лес Пи́рес (исп. Leandro Martín González Pirez; 26 февраля 1992, Буэнос-Айрес) — аргентинский футболист, центральный защитник клуба «Ривер Плейт».

## Биография
Гонсалес Пирес является воспитанником «Ривер Плейта». За основную команду клуба он дебютировал 26 марта 2011 года в матче против «Ньюэллс Олд Бойз», выйдя на замену на 90-й минуте.
26 января 2017 года Гонсалес Пирес перешёл в клуб-новичок MLS «Атланта Юнайтед». 5 марта 2017 года он вышел в стартовом составе в дебютной игре «Атланты Юнайтед» в лиге, матче против «Нью-Йорк Ред Буллз». 10 сентября 2017 года в матче против «Далласа» он забил свой первый гол за «Атланту Юнайтед», также ставший первым голом, забитым на новом «Мерседес-Бенц Стэдиум».
В январе 2020 года Гонсалес Пирес перешёл в клуб чемпионата Мексики «Тихуана». В Лиге MX он дебютировал 11 января 2020 года в матче против «Сантос Лагуны». 13 марта 2020 года в матче против «Пачуки» он забил свой первый гол в мексиканском чемпионате.
1 июля 2020 года Гонсалес Пирес вернулся играть в MLS, перейдя в клуб «Интер Майами». Дебютировал за «Интер Майами» он 23 августа 2020 года в матче против «Орландо Сити». В матче против «Орландо» 24 октября 2020 года он забил свой первый гол за «Майами».
10 января 2022 года Гонсалес Пирес отправился в аренду в «Ривер Плейт» на два года с опцией выкупа. По итогам сезона 2023 он был включён в символическую сборную чемпионата Аргентины. В январе 2024 года «Ривер Плейт» задействовал опцию выкупа Гонсалеса Пиреса у «Интер Майами».

## Достижения
Командные
 «Ривер Плейт»
- Победитель Примеры B Насьональ: 2011/12
- Чемпион Аргентины: 2023
- Обладатель Суперкубка Аргентины: 2023

 «Атланта Юнайтед»
- Чемпион MLS (обладатель Кубка MLS): 2018
- Обладатель Открытого кубка США: 2019
- Обладатель Campeones Cup: 2019

Индивидуальные
- Участник Матча всех звёзд MLS: 2019
- Член символической сборной чемпионата Аргентины: 2023